# スパイダーマン (東映)
『スパイダーマン』は、東映が製作した日本の実写特撮テレビシリーズであり、マーベル・コミックの同名のキャラクターをベースとしている。 1978年5月17日から1979年3月14日まで、東京12チャンネル（テレビ東京）の毎週水曜19時30分から、全41話が放送された。1978年7月22日に開催された「東映まんがまつり」では、劇場用エピソードが上映された。通称は「スパイダーマン 東映TVシリーズ」。
東映とマーベル・コミックの「3年間にわたり、お互いのキャラクターを自由に使用してよい」という契約によりスパイダーマンを題材にしたテレビシリーズが製作された。設定や物語は東映が独自で創作しており、原作とかけ離れた描写が描かれているが、視聴率や商業的に成功を収め、原作者のスタン・リーも好意的に評価した。
スパイダーマンが単身で戦うだけでなく、巨大ロボットに乗り込んで戦うという設定をはじめ、悪役側の組織構成やブレスレットの操作による変身描写など、多くの要素は後年の「スーパー戦隊シリーズ」に引き継がれていった。

## ストーリー
オートレーサーの山城拓也は、高名な科学者の父を研究成果の悪用を目論む異星人のモンスター教授に殺された。故郷を滅ぼされて教授を追って来たが力尽きたスパイダー星人・ガリアから、蜘蛛の能力を与えられて、超人・スパイダーマンとなり、仇である教授が率いる鉄十字団と戦う。

## 登場人物
山城 拓也（）
プロのオートレーサー。スパイダーマンの正体。スパイダー感覚で鉄十字団を感知することができる。昭和31年3月1日生まれの22歳。
父とガリアの復讐のために鉄十字団と戦うが、周囲の人間を巻き込まないように正体を隠し、普段は三枚目に徹している。そのため、目の前で新子や拓次が危機に晒されても助けることができず、無能呼ばわりされるなどして苦悩することもあった。
また、スパイダーマンになってからは収入源であるレースへの出場回数が減ってしまったらしく、アルバイトとしてひとみの取材の足代わりになることも多い。
江戸時代の祖先は拓也と瓜二つの容姿をした侍であり、後世にマシーンベム・怪猫獣の素体となる化け猫を斬殺している。

### 拓也の関係者
佐久間 ひとみ（）
第1話 - 第12話、第14話、第15話、第17話、第18話、第20話 - 最終話に登場。一人前のルポライターになる夢を持つフリーカメラマン。拓也の恋人。20歳。純粋な地球人で唯一スパイダーマシンGP-7を運転したことがある。17話までは週刊誌「週刊ウーマン」編集部に勤務していたが、編集長の吉田冴子（アマゾネス）が行方不明となり、雑誌が廃刊になったことに加え、拓也から冴子が鉄十字団の仲間だったことを知らされて以来、鉄十字団のことになるとトラウマから怖がるようになった。

山城 新子（）
第1話 - 第39話、最終話に登場。拓也の妹で、城南大学に通う女子大生。山城家を切り盛りする。18歳。第1話の時点では父の研究所で助手をしていた。

山城 拓次（）
第1話 - 第16話、第18話 - 第24話、第26話、第27話、第29話 - 第33話、第35話 - 第39話、最終話に登場。拓也の弟。7歳。

### スパイダーマンの協力者
スパイダー星人ガリア
第1話、第2話に登場。スパイダー星の王。400年前に宇宙旅行中で不在時に故郷のスパイダー星を鉄十字団に滅ぼされ、唯一の生き残りとなってしまった。鉄十字団首領のモンスター教授をマーベラーで追跡し、地球の日本まで追い詰め、あと一歩で倒せるまでに追いつめたが、罠に嵌り、蜘蛛の能力を封じ込める結界が張られた洞窟に突き落とされ、幽閉される。
その後は洞窟に生息する毒蜘蛛の猛毒に耐えながら蛇や蝙蝠を食べて生き延び、テレパシーを全宇宙に送っていたが、そのテレパシーを受け取り、同じく洞窟に突き落とされ、瀕死の拓也を救うために、スパイダーエキスを注入し、ブレスレットを託し、スパイダーマンとして戦うように懇願した。その後蜘蛛に変身して拓也に同行し、助言を与えるなどしたが、第2話で寿命が尽き、死亡した。
- 名称はレオパルドンの初期名称「ガリアSQ」に由来する。

間宮 重三（）
劇場版、第11話、第12話、第14話に登場。インターポール秘密情報部の捜査官。拓也がスパイダーマンであることを調べ上げ、協力を要請した。その後、拓也に無線機を送っており、これを使って、拓也とインターポールは連絡を取り合うようになる。

## スパイダーマン
山城拓也が特殊スーツのスパイダープロテクターを身に着けた姿。拓也はスパイダーエキスを注入されたことで体質が変化したためにクモの能力を持ち、垂直の壁に張り付くことや昇り降りすることができる。スパイダー感覚で敵の動きを察知できるほか、人間離れした体力も有するが、クモの生態に準じた「寒さに弱い」などの弱点（スパイダーエキスによる副作用的な現象）も存在する。
正体は秘密にしているが、存在自体は早い段階で「正義のヒーロー」として認知されていた。第7話では、「スパイダーマンブギ」（作詞：上原正三、作曲：渡辺宙明、歌：小林幸太郎 & BB5）という歌がレコード化され、売上が200万枚を超えるヒットを飛ばしているほど有名になっている。インターポール秘密情報部には正体を知られており、協力関係にある。
敵の前に立ちはだかる時には大見得を切り、豊富なバリエーションでの名乗り口上を行う。樹木が多い場所では、スパイダーストリングスをターザンの如く駆使して移動する場合が多い。ただし、オリジナル版のように建物を移動する際、スパイダーストリングスを使う描写はほとんど見られなかった。また、スパイダーマシンGP-7を使わずに徒歩で移動することが多いが、その際には新宿の繁華街を無許可でゲリラ撮影したため、腰を落としたやや怪しい体勢で歩くスパイダーマンの姿に、通行人たちが呆気に取られている顔が見られる。

### 装備・武器
スパイダープロテクター
スパイダーマンとして活動する際、身に付ける特殊スーツ。マーベルの原作にある「目出し帽付き全身スーツ」ではなく、普段はスパイダーブレスレットに収納されている。装着時には一瞬で射出されて拓也の体を覆った後、背中側の両肩に渡るファスナーを閉めると変身が完了する。
- 放映当時のスーツで現存するのは1着のみだという。DVD特典映像のスタン・リーとの対面収録の際にはこのスーツが使用され、東映版スパイダーマンが20数年ぶりに復活した。

スパイダーブレスレット
スパイダーマンの全能力が集約されたブレスレット。左手首に装着されている。内部で無限に製造されるスパイダー液と呼ばれる特殊な液体を元に生成したスパイダーエキスを内蔵された注射針を用いて体内に注入したり、スパイダーストリングスやスパイダーネットを作り出して射出することが可能。また、スパイダーマシンGP-7やマーベラーを呼び出す際の通信誘導装置や敵の動きをキャッチする探知機としても使用される。
- 東映版の放送当時はこれを再現した玩具は発売されず、当時の関連商品やコミカライズ作品においても省略されることが多かった。また、撮影用のプロップはアップ用のものが非常に重かったため、ほとんどのシーンで軽量に作られたアクション用のものが用いられたという。

スパイダーストリングス
スパイダーネットをロープ状にしたクモの糸。建築物間の移動や攻撃に用いられる。数百トンの物体をも引っ張ることが可能。

スパイダーネット
網状のクモの糸。複数の敵を一斉に捕らえるために使用することが多い。

スパイダーマシンGP-7
空陸両用のスーパーマシン。最高時速500キロメートル、最高飛行速度マッハ5。フロント部分の内側には、ミサイル発射装置や機銃が内蔵されている。拓也のコールで教会の秘密ガレージから発進し、宇宙戦艦マーベラーへの搭乗時は艦橋後方から内部に収納され、レオパルドンのコクピットへそのまま移動する。
- フロントには蜘蛛の模様、風防にはスパイダーマンの目、側面には節足を彷彿とさせるエグゾーストパイプが配置されている。

### マーベラー
ガリアが乗っていたスパイダー星人が作った宇宙戦闘艦。普段は地底に隠されており、スパイダーマンに呼ばれると地割れを起こしながら地上に姿を現す。艦橋はライオンの頭のような形でレオパルドンの頭を収納しており、変形時には左右に割れて頭が出てくる。マッハ15（マッハ5）での飛行が可能である。宇宙空間では光速に近い速度で飛行できる。
通常はスパイダーマンが搭乗して、レオパルドンに瞬時に変形するため、この形態での戦闘は少ないが、艦首に装備された主力武器のマーベラーカノン、ミサイル・マーベラーファイヤーサンダーは、マシーンベムを倒すほどの威力を誇る。
- 艦橋がライオン型なのは、スフィンクスのイメージからである[13]。村上克司の「古代エジプト文明を築いたのは宇宙から来たスパイダーマンだったのではないか」という構想が込められている[14]。

### レオパルドン
マーベラーがスパイダーマンの「マーベラー、チェンジ！レオパルドン」のコールで変形した巨大ロボット。
以下のような武器を持ち、状況に応じて使用する。
アームロケット
ロケットで両拳を飛ばす、いわゆるロケットパンチ。厚さ5メートルのコンクリート壁も破壊することが可能。

アークターン
額の飾りをブーメランのように飛ばす。発射されると発光しながら飛んでいく。敵への攻撃シーンのほとんどはソードビッカーと同じシーンの流用。

レオパルドンストリングス
胸部から発射される、分銅の付いたロープ。シリーズ序盤ではこれもスパイダーストリングスと称していた。

スパイダープロテクター
両すねのエネルギーパネルが展開して出現する盾。クモの巣の模様が描かれている。これを装備したスチールは存在するが劇中未使用。

ソードビッカー
右脚に収納されている剣だが、立ち回りでは一度も使用せず、マシーンベムに止めを刺すための決め技として投擲する。技を放つときのかけ声は「レオパルドン・ソードビッカー」である。マシーンベムを一撃で倒すことが可能な最強の武器である。投げつける際の演出は1～9話、10・11話、劇場版および13話以降と変更されている。

カノン砲
腰中央のエネルギーチャージャー内部に3門が装備されている。

透視光線

レオパルドンパンチ

- 序盤は戦闘シーンもあったが、エピソードが進むにつれてビックモンスター戦の尺が取れなくなった際にはソードビッカーを投げるバンクを使うのみという演出に簡略化されることが多かった。
- 村上克司がドイツの戦車「レオパルド」から命名し[出典 2]、デザインも担当した[17]。子供が好きで強さの象徴である獅子の頭を宇宙船にあしらっている[11]。村上は、玩具の価格帯を高価にしなかったため、あまり複雑な構造にはできなかったと述べている[18]。一部には漫画家の聖悠紀がデザインを行ったとする資料もあるが[19][20]、聖の妻によると、東映の仕事をしていた聖にデザインの依頼があったのは事実だが多忙で断ったのだという[21]。脚部のスパイダープロテクターは赤いカラーリング案のものもあった[12]。
- スーツは全身にFRPを用いて制作された[22]。造形を担当したエキスプロダクションの前澤範は、『大鉄人17』でラテックス製のスーツではロボットらしい動きにならないと感じたことからFRPを用いることを発想し、その後スーパー戦隊シリーズでも踏襲している[22]。太ももにはメッキ処理が施されているが、後年のインタビューで前澤はいまいちの出来であったと評しており、この時の経験が『宇宙刑事ギャバン』の造形に活かされたことを語っている[22]。変形から地上に降り立つまでのシーンに使用された足裏からの噴射ギミックを内蔵したミニチュアも作られた[8]。

### 名乗り口上
上記の通り、本作品の見せ場に悪事を働く敵の前に敢然と立ちはだかり、原作を忠実に再現したポーズで大見得を切って長々と決め口上を述べる。その際には、主題歌のイントロ部分をアレンジしたキャッチBGMが多く使用された。回を重ねるごとに劇中の内容に沿ったものとなり、ポーズや口上もさまざまなものに変化した。また、一部の話では、登場人物が類似した口上を述べることもあった。
なお、「スパイダーマン！」の部分は「スパイダーマッ！」と聞こえることから、後年にはインターネット・ミーム化した。

## 鉄十字団
銀河系を荒らし回る侵略者集団。
モンスター教授
鉄十字団の首領。400年前、スパイダー星を侵略・壊滅させた後、地球に飛来。地球侵略を開始する。左目から放つ破壊光線が武器。数千年の命を既に永らえており、人間の血を命の源とするが、400年に一度大量に人間の血を摂取しないと、激しい苦しみに襲われる弱点を持つ。最終話ではビッグモンスターに巨大化し、スパイダーマンが乗るレオパルドンに立ちはだかり、目からビームを発射し交戦するもソードビッカーの一撃で即死した。

アマゾネス
女幹部。作戦の執行指揮や諜報活動を行う。変装が得意。吉田冴子の正体。劇中では時期によって、衣装が異なる。
1. 第1話 - 第18話：ロングヘア自毛に黒いレオタード
2. 第19話 - 第30話、第32話：ヘッドギア付きの赤いヘアピースと銀色のミニスカート
3. 第31話、第33話 - 第38話：バラのペンダントを付け、ヘアピースの色が黒に
4. 第39話 - 第41話：初期の黒いレオタードとヘアピース

最終話で、作戦の度重なる失敗により、モンスター教授に見限られ、ベラの毒弓矢とリタのマシンガンで深傷を負いながらも脱出ロケットを奪って乗り込むが、モンスター教授の怒りで放たれたミサイルにより、ロケットと共に爆死する。
- コスチュームの薔薇の意匠は鉄十字団の企画初期の名称が「バラ十字団」であった名残である。

吉田 冴子（）
「週刊ウーマン」編集長。実はアマゾネスの社会潜伏用の変装。
第15話で、スパイダーマンにその姿を見られたことから正体を知られ、編集部から姿を消す。正体発覚後は作戦に合わせた変装で登場しているが、第32話、第38話で冴子と呼ばれるシーンがあり、全話にわたって「吉田冴子 アマゾネス」とクレジットされている。
拓也がスパイダーマンではないかと疑い、執拗に罠を仕掛けるも決定的な証拠を掴めなかったが、最終話で正体を突き止めた。

ベラとリタ
第35話 - 最終話に登場。アマゾンの秘境で発掘されたミイラを、モンスター教授が改造、蘇生した女ゲリラ戦士。ベラは毒弓矢、リタはマシンガンを扱う。
最終話で、スパイダーマンの攻撃を受け、死亡する。

マシーンベム
鉄十字団の生体兵器。作戦ごとに製造され、作戦の遂行や用心棒的役割を果たす。人間や動物、無生物が改造された者も多いが、怪猫獣のように妖怪や架空の生物としか思えないものや、出処がまったく不明の者もいる。一部を除いて伸縮自在で、巨大化の他、人間の手のひらサイズで活動したものもいる（カブトン他）。
巨大化の原理やきっかけについては一切説明されていないが、少なくとも本人の意思が必要で、等身大時に自害したへび女（第10話）とGP-7に跳ね飛ばされ即死した大力士ファイター（第39話）は巨大化しないまま死亡している。
デザインのモチーフは基本的にメカと合体した動物。怪物らしからぬ明るめの色が多用されているのは、アメリカンコミックスを意識したからである。
なお、カメンガー・ドクターミラクル・えん魔大王はマシーンベムではなく、それぞれ2万年前の地球に現れた宇宙人の残したロボット・モンスター教授と協力した宇宙人・地獄の密使である。

ニンダー
戦闘工作員。カラス型改造人間で、忍者のような俊敏な動きと暗視能力に優れる。主に、集団で行動する。ナイフやマシンガンを武器とする。
人間の姿で暗躍することもあるが、耳の後ろに回路のようなものが露出していたり、手が金属になっていたりするため、鉄十字団のことを知らない一般市民にも不審がられたことがある。第21話では、アマゾネスから対スパイダーマン用の訓練を受けた通常と異なるヘルメットを着用した部隊「クモ殺しの殺し屋集団」が登場。タンクバッファローに率いられていた。

## キャスト

### レギュラー・準レギュラー
- スパイダーマン / 山城拓也 - 香山浩介[注釈 21]
- 佐久間ひとみ - 三浦リカ
- 山城新子 - 大山いづみ
- 山城拓次 - 矢葺義晴[29]
- ガリア - 西沢利明（第1話、第2話）
- インターポール捜査官・間宮重三 - 仲谷昇（第11話、第12話、第14話）
- 女ゲリラ・ベラ - リエ・ラインハート（第35話 - 第41話）
- 女ゲリラ・リタ - ティナ・マーゴ（第35話 - 第38話）、ワニタ・ソマーボルド（第39話 - 第41話）
- モンスター教授 - 安藤三男
- アマゾネス / 吉田冴子 - 賀川雪絵
- ナレーター - 大平透

### ゲスト
- 山城博士 - 村上冬樹（第1話）
- 藤田博士 - 入江正徳（第1話）
- ガリアの父 - 山本武（第2話）
- 刑事A - 大矢兼臣（第2話）
- 怪盗001／岡部大吉 - 風戸佑介（第3話）
- 警視庁捜査三課・松本刑事 - 野口貴史（第3話）
- 森口医師 - 高杉哲平（第4話）
- 聖パウロ教会・カーン牧師 - E・アルテンバイ（第4話）
- 半魚人に襲われる女性A - 吉川潤子（第4話）
- 半魚人に襲われる女性B - 阿保由貴子（第4話）
- 村上一郎 - 佐藤たくみ（第5話、第11話）
- 菊池外科病院院長 - 河合絃司（第5話）
- 看護婦 - 安部八千代（第5話）
- 松木洋介 - 星正人（第6話）
- 小川純子 - 伊豆田依子（第6話）
- 小林幸太郎＆BB5（第7話）
- 村江所長 - 相原巨典（第7話）
- 早乙女博士 - 加地健太郎（第7話）
- 歌謡ショー司会者 - 滝雅也（第7話）
- 古寺に住む老婆 - 田中筆子（第8話）
- 幼稚園の先生 - 古川美代子（第8話）
- 怪猫獣に襲われる女A - 藤本節子（第8話）
- 怪猫獣に襲われる女B - 茂野文代（第8話）
- 怪猫獣に襲われる女C - 田崎元子（第8話）
- 怪猫獣に襲われる女D - 三原順子（第8話）
- 砂村教授 - 片山滉（第9話）
- 三田陽子・新子の友人 - 中原ルミ子（第9話）
- ブティック「LIMONE」支配人 - 岸本功（第9話）
- 北沢志麻子 - 鹿沼えり（第10話）
- 警察病院医師 - 岩城和男（第10話）
- 警察病院・医師 - 相沢治夫（第11話）
- 小川美奈子 - 青木純（第12話）
- 東郷浩司 - 中山一也（第12話）
- 黒木主任 - 伴直弥（第12話）
- 尾花ゆたか - 日比野澄子（第12話）
- 犯罪シンジケート メノウの知恵袋・ギル - 南雲裕介（第12話）
- ギルのボディガード兼殺し屋・バン - 金田治（第12話）
- ニンダー・人間体 - 久保田万作（第12話）
- 写真家・天野 - 野口元夫（第13話）
- 天野正夫 - 倉地雄平（第13話）
- 大和路夫 - 谷岡弘規（第14話）
- 大森順一 - 福田信義（第15話）
- 順一の母・房江 - 富山真沙子（第15話）
- 東京城南病院医師 - 山浦栄（第15話）
- 拓次の同級生A - 大野悌尚（第15話）
- 拓次の同級生B - 七五三木猛明（第15話）
- 拓次の同級生C - 会場純一郎（第15話）
- 東京城南病院看護婦 - 伊地知孝子（第15話）
- 松木イサム - 中村英生（第16話）
- 松木雄一 - 太刀川寛（第16話）
- 大東建設社員 - 木村修（第16話）
- 松木家の隣人 - 小甲登枝恵（第16話）
- 中田 - 八名信夫（第17話）
- サムソン中田 - 丹古母鬼馬二（第17話）
- プロレスラー - アニマル浜口（第17話）
- プロレスラー - 大位山勝三（第17話）
- プロレスラー - デビル紫（第17話）
- 岡田良一 - 吉田友紀（第18話）
- 良一の母・加代 - 此島愛子（第18話）
- 正太の母 - 伊藤慶子（第18話）
- 良一の同級生・正太 - 荒瀬寛樹（第18話）
- 良一の同級生A - 佐藤義昭（第18話）
- 良一の同級生B - 加藤弘志（第18話）
- 良一の同級生C - 石井勇（第18話）
- 史郎の祖父 - 山田禅二（第19話）
- 美代 - 野川愛（第19話）
- 荒木 - 潮健志（第19話）
- 史郎 - 安藤一人（第19話）
- 石原陽子／ミツコ - 柿崎澄子（第20話）
- 陽子の父・平祐 - 依田英助（第20話）
- 老神父 - 高杉哲平（第20話）
- 陽子の母・邦子 - 坂井すみ江（第20話）
- 津田 - 大林丈史（第21話）
- 津田久雄 - 浦崎真之夫（第21話）
- 津田の妻 - 北見礼子（第21話）
- 大滝ジュン - 佐藤野里子（第22話）
- 大滝圭一 - 竹内靖（第22話）
- 重森眼科病院院長・重森隆 - 西国成男（第22話）
- 婚約者 - 香川治郎（第22話）
- ジュンの担当看護婦 - 根田タエ子（第22話）
- 鉄十字団に襲われる女 - 木本恵（第22話）
- 中村五郎 - 松堂厚三郎（第23話）
- 大空学園園長・大空美里 - 小林かおり（第23話）
- 五郎の友人・英二 - 杉欣也（第23話）
- 大空学園の生徒・康夫 - 田村雄二（第23話）
- 大空学園の生徒・広美 - 高橋初実（第23話）
- 雷太の父・竹内芳雄 - 多田幸男（第24話）
- 雷太 - 安藤聖一（第24話）
- 雷太の母・敏江 - 野口ふみえ（第24話）
- パン屋の主人 - 佐藤晟也（第24話）
- サラ金業者 - 原田力（第24話）
- 雷太の同級生 - 川原田新一（第24話）
- 同級生の母親 - 本庄和子（第24話）
- 中山／怪盗107号 - 多々良純（第25話）
- 中山信行 - 坂本真吾（第25話）
- 中山和子 - 宮本律子（第25話・写真のみの出演）
- 宮口順一 - 高橋淳（第26話）
- 洋子 - 久永智子（第26話）
- 刑事A - 小寺大介（第26話）
- 刑事B - 和甲拓（第26話）
- 刑事C - 側見民雄（第26話）
- 刑事D - 岸本功（第26話）
- クラブママ - 日比野澄子（第26話）
- 佐々木和夫 - 丹呉年克（第27話）
- 和夫の母 - 真田登久子（第27話）
- 広野伸子 - 坂上香（第28話）
- 山本和子 - 浅川薫（第28話）
- 明 - 大仁田寛（第28話）
- 治 - 伊藤康臣（第28話）
- 伸子の父 - 佐藤晟也（第28話）
- 伸子の祖母 - 原ひさ子（第28話）
- 和子の父 - 相馬剛三（第28話）
- 和子の母 - 舟場牡丹（第28話）
- 努 - 池田誠二（第28話）
- 伸子の友人 - 倉本美樹（第28話）
- 横丁の住人 - 佐川二郎（第28話）
- 伸子の友人の父 - 山浦栄（第28話）
- 杉井大三郎・杉井グループ総帥 - 山本武（第29話）
- 久保運転手 - 岩城和男（第29話）
- 大山社長 - 入江正徳（第29話）
- 久保豊 - 佐藤宏之（第29話）
- 久保美子・豊の妹 - 滝口千波（第29話）
- 公園で遊ぶ父子・父 - 清水照夫（第29話）
- 公園で遊ぶ父子・子 - 細木直浩（第29話）
- 井上茜 - 斉藤浩子（第30話）
- スリの男・村本 - きくち英一（第30話）
- 警視庁警備課長 - 大東梁佶（第30話）
- 城北署署長 - 岸野一彦（第30話）
- 警官 - 森篤夫（第30話）
- 茜の弟・明 - 長野昇一（第30話）
- 茜の兄・武 - 高橋利道（第30話）
- 麻薬Gメン・立花剛[疑問点 – ノート] - 宮内洋（第31話、第39話）
- 立花千鶴子 - 森愛（第31話）
- 立花猛 - 越後宏樹（第31話、第39話）
- 銀河興産社幹部 - 原田力（第31話）
- 銀河興産社長・黒崎竜三（第31話）
- 立花の先輩刑事 - 丸山詠二（第31話）
- トラック運転手 - 大蔵晶（第31話）
- 変電所技師・杉本 - 久遠利三（第32話）
- 杉本京子 - 上田かほり（第32話）
- 杉本健一 - 竹内慶太（第32話）
- ニンダー人間体 - 土山登志幸（第32話）
- 変電所所員・青山 - 木村修（第32話）
- ディスコ・ソウルトレイン・ボーイ - 佐々木晃（第32話）
- スケ番A - 永田初子（第32話）
- スケ番B - 小高節子（第32話）
- スケ番C - 佐藤裕子（第32話）
- 花子 - 菊地優子（第33話）
- 緒方伸夫 - 熊谷康二（第34話）
- 伸雄の母・波子 - 舟場牡丹（第34話）
- 富田社長 - 山岡徹也（第34話）
- 校長 - 近松敏夫（第34話）
- 春田先生 - 沢柳迪子（第34話）
- 刑事 - 大山豊（第34話）
- 伸夫の同級生A - 市原健一（第34話）
- 伸夫の同級生B - 葺本光秀（第34話）
- 寺田新一 - 古川聡（第35話）
- 警察官 - 滝雅也（第35話）
- ニュースレポーター - 篠原大作（第35話）
- 刑事 - 町田幸雄（第35話）
- 東亜大学教授 - 河合絃司（第35話）
- 新一の同級生A - 安藤修弘（第35話）
- 新一の同級生B - 野村健児（第35話）
- 新一の同級生C - 吉田真司（第35話）
- 刑事A - 佐川二郎（第36話）
- 刑事B - 木村修（第36話）
- 刑事C - 森直樹（第36話）
- 杉田源太 - 遠藤公一（第36話）
- マンマン探偵団団員A - 山本広美（第36話）
- マンマン探偵団団員B - 衛藤金治（第36話）
- マンマン探偵団団員C - 我妻光広（第36話）
- オカルト研究家・沢井 - 三谷昇（第37話）
- 沢井正夫 - 広瀬容一（第37話）
- 警官A - 小寺大介（第37話）
- 警官B - 千葉茂（第37話）
- 芦田博士 - 福岡正剛（第38話）
- 芦田の妻 - たうみあきこ（第38話）
- 健太の母 - 神部みどり（第38話）
- めぐみ - 高橋初実（第38話）
- 玉川三平 - 伊藤竜次（第38話）
- 健太 - 伊藤康臣（第38話）
- 少年探偵団団員A - 桜庭一成（第38話）
- 少年探偵団団員B - 出口竜太（第38話）
- 少年探偵団団員C - 海老井まゆみ（第38話）
- 少年探偵団団員D - 長野由喜子（第38話）
- キラー・ネルソン - 中屋敷鉄也（第39話）
- ブラックアイアン - ウイリー・ドーシー（第39話）
- 島本刑事 - 高橋利道（第39話）
- 小原 - 木田三千雄（第40話）
- 小原政樹 - 佐伯貴宏（第40話）
- 島崎静香 - 奈津えり子（第40話）
- 西村 - 相馬剛三（第40話）

### スーツアクション
- スパイダーマン（スーツアクション）[注釈 22] - 古賀弘文[注釈 23]、甲斐道夫[30]

## スタッフ
- 原案 - 八手三郎（マーベル・コミック版『スパイダーマン』より）
  - Spiderman © 1978 Marvel Comics Group
- 連載 - テレビマガジン、おともだち、たのしい幼稚園、テレビランド、冒険王
- 音楽 - 渡辺宙明
  - 音楽制作 - あんだんて[注釈 24]
  - 演奏 - コロムビアパーカッションアンサンブル（コロムビアレコード CQ-7010）[注釈 25]
- キャラクターデザイン - 企画者104、久保宗雄[注釈 26]
- プロデューサー - 吉川進（東映）、石川博（東京12チャンネル）[注釈 1]
- 撮影 - 加藤弘章、高岩震、工藤矩雄、いのくままさお
- 照明 - 戸塚和夫、大町博信、山本辰雄
- 美術 - 大瀬賢一、安井丸男
- オートバイ協力 - スズキ自動車
- 録音 - 秋本彰
- 効果 - 原田千昭
- 技斗 - 金田治、山岡順二（ジャパンアクションクラブ）
- 特撮 - （株）特撮研究所
  - 撮影 - 高梨昇
  - 美術 - 松原裕志
  - 効果 - 吉岡健一
  - 照明 - 日出明義
  - 特撮監督（ノンクレジット） - 矢島信男
- 合成 - チャンネル16
- キャラクター制作 - エキスプロダクション
- 撮影助手 - 林迪雄、石橋英敏、利根川昇ほか
- 照明助手 - 大森康次、磯野雅宏ほか
- 助監督 - 篠原勇、 蓑輪雅夫、平山公夫、福島孔道、田尻丈人、倉塚昭彦、大櫛敬介ほか
- 現像 - 東映化学
- 製作 - 東映、（株）東映エージェンシー、東京12チャンネル[注釈 1]

マーベル内配信サイトではマーベルの表記が「TM＆© 1978 Marvel Characters, Inc. All rights reserved.」に変更されていることもある。

## 主題歌・挿入歌
主題歌はいずれも作詞者の名義が八手三郎になっているが、渡辺宙明の証言によると、オープニングテーマは平山亨が、エンディングテーマは吉川進が作詞したとのこと。
オープニングテーマ「駆けろ！スパイダーマン」
作詞 - 八手三郎 / 作曲 - 渡辺宙明 / 歌 - ヒデ夕樹（コロムビアレコード SCS-421）
劇中音楽では使用されていないシンセドラムが採用されている。テレビサイズの最後の部分はアイキャッチ音楽としても使用されている。また、テレビサイズカラオケが予告編音楽として使用された。
曲間に挿入される台詞は、東映からの注文により外国人が起用された。渡辺宙明によると、台詞は英語なのになぜかフランス人が来たため、なかなか思い通りの発音にならず、録音が難航したという（結局、最終的にも「チェンジ！レオパルドン！」の部分で「チェンジ！リオパルドーン！」のような発音となってしまった）。
オープニングではイントロが編集されている。劇場版のみ未編集のものが使われた。

エンディングテーマ「誓いのバラード」
作詞 - 八手三郎 / 作曲 - 渡辺宙明 / 歌 - ヒデ夕樹（コロムビアレコード SCS-421）
劇中では第13話で拓也が亡き父を偲ぶシーンに流れた。

劇中歌「スパイダーマン・ブギ」（第7話）
作詞 - 上原正三 / 作曲 - 渡辺宙明 / 歌 - 小林幸太郎＆BB5。
「ANAK (息子)」（第31話）
訳詞 - なかにし礼 / 作曲 - フレディー・アギラ / 歌 - 宮内洋。

## 製作
当初は現代にタイムスリップしたヤマトタケルを主人公とし、スパイダーマンを脇役として登場させる作品を作る予定となっていたが、最終的にはスパイダーマンを主役に置きつつ、当時の日本人の間で、アメリカン・コミックスの馴染みが薄かったことを考慮し、視聴者に強烈なインパクトを与えるべく「等身大ヒーローが巨大ロボの操縦もする」という要素を投入した。その結果、「コスチュームを除き、原作コミックと無関係と言っても過言ではない」とも評される映像作品となった。平山亨も企画に関わっている。
当時の玩具デザインを担当していた村上克司は、スパイダーマンという題材に対して「商売になるのかなぁ」という懸念があり、東映ゼネラルプロデューサーの渡邊亮徳に助けを求める。「固定観念に囚われずに自由に発想していいから頑張りなさい。温故知新だよ！」との許可と助言を得て、「（スパイダーマンが）宇宙から来たことにしても構いませんか？」と提案した村上は、さらに「（スパイダーマンが）宇宙から来る時に、いかにも蜘蛛男らしい母艦に乗っている。しかもその母艦が、いかにも日本人好みがしそうなロボットに変形する」という提案を出して快諾され、レオパルドンなどのデザインを担当するに至った。村上はロボットの登場が快諾されたのは、前年の『大鉄人17』がヒットしたからと推測している。
メインライターは全41話中、『キイハンター』、『マジンガーZ』、『Gメン'75』などのメインライターで知られる高久進が劇場版を含む16話分を、初期の円谷プロダクション作品や東映特撮作品などで著名な上原正三が第1話、最終話を含む15話分をそれぞれ担当した。特に、上原作品は後の宇宙刑事シリーズにも通じる内容であった。敵の怪獣、または怪人に相当するマシーンベムはストーリー上、その登場に全く必然性を感じさせないケースも珍しくなく、マシーンベムやそれに代わる存在が全く登場しない回（第12話、第27話）すら存在する。敵側の主役ともいうべきアマゾネスは、第15話でスパイダーマンに正体を見破られるまでの間は出版社の編集長・吉田冴子としての姿も描かれており（第16話を除く）、最終話に至ってはアマゾネスを中心として描かれるストーリー展開となっている。
鉄十字団側のキャラクターデザインを担当した久保宗雄は、アメリカン・コミックスへの造詣が深かったことから起用された。久保からの誘いにより、京都市立芸術大学の同級生であった板橋しゅうほうなども参加した。
東映プロデューサーの吉川進からの誘いを受けて、後半から参加した監督の小林義明は本作品が特撮ヒーローものの初担当であり、以降、東映特撮作品で多くの作品を手掛けた。吉川は降旗康男にも参加を要請したところ、終盤近くの時期になって「いつになったら俺に『スパイダーマン』を監督させてくれるんだ」という、意外な返事が返ってきたこともあった。

## 評価
本作品は巨大ロボットの登場や社会派ドラマなどから人気となり、当時の東京12チャンネルでは上位となる平均14パーセントの視聴率を獲得した。翌年、東映はこの路線を発展させて『バトルフィーバーJ』を制作し、『秘密戦隊ゴレンジャー』および『ジャッカー電撃隊』では使用されなかった巨大ロボットがスーパー戦隊シリーズとして定着することとなった。
日本側スタッフの発案によって生まれたレオパルドンは超合金をはじめとしたトイフィギュアとして商品展開が行われ、子供向け特撮作品の玩具としては当時史上空前と言われる大ヒット商品となり、番組の商業的な成功をほぼ一手に引き受ける格好にまでなった。その後のマーベルとの提携で制作された初期のスーパー戦隊シリーズにおける巨大ロボットの登場も本作品の影響があったとされる。
原作者のスタン・リーは、原作のスピード感と同じアクションやレオパルドンを好意的に評価した。リーは「世界各国でスパイダーマンが製作されているが、その中でも日本版だけは別格だ。レオパルドンは別として…」とのコメントを残しているが、レオパルドンに関して「とてもカッコいいロボットだった」ともコメントしている。
また、マーベル・コミックのエージェントだったジーン・ペルクも、当初はレオパルドンの存在に抵抗感を示していたが、2、3か月後には好意的に評価している。マーベル・コミックのテレビ製作部門であるマーベル・プロダクションズの会長だったマーガレット・ローシュは、この東映版『スパイダーマン』を米国ネットワークに売り込もうとしたことがあったという。ローシュは後に全米ネット局『Foxチルドレンズネットワーク』の初代社長に着任し、このことが『パワーレンジャー』の放送のきっかけとなった。

## 放送日程
| 話数   | 放送日         | サブタイトル                            | 登場マシーンベム                                                                                   | 脚本     | 監督     |
| ------ | -------------- | --------------------------------------- | -------------------------------------------------------------------------------------------------- | -------- | -------- |
| 第1話  | 1978年 5月17日 | 復讐の時は来たれり！ 撃て鉄十字団!!     | 暴君竜（声：飯塚昭三）                                                                             | 上原正三 | 竹本弘一 |
| 第2話  | 5月24日        | 怪奇の世界！ 宿命に生きる男             | 双頭鬼（声：飯塚昭三）                                                                             | 高久進   | 竹本弘一 |
| 第3話  | 5月31日        | 怪盗001vsくも男                         | 幻妖虫（声：飯塚昭三）                                                                             | 高久進   | 田口勝彦 |
| 第4話  | 6月7日         | 恐怖の半魚人！ 奇蹟を呼ぶ銀の糸         | 半魚人（声：飯塚昭三）                                                                             | 上原正三 | 田口勝彦 |
| 第5話  | 6月14日        | 激突マシンGP-7! 兄弟の誓い              | 鳥神獣（声：飯塚昭三）                                                                             | 高久進   | 竹本弘一 |
| 第6話  | 6月21日        | 戦慄の実験室！ 悪魔のモンスター教授     | ロバキラー（声：飯塚昭三）                                                                         | 上原正三 | 竹本弘一 |
| 第7話  | 6月28日        | 恐ろしきヒット曲！ 歌って踊る殺人ロック | サソラー（声：飯塚昭三）                                                                           | 上原正三 | 田口勝彦 |
| 第8話  | 7月5日         | 世にも不思議な昔ばなし 呪いの猫塚       | 怪猫獣（声：京田尚子）                                                                             | 高久進   | 田口勝彦 |
| 第9話  | 7月12日        | 動くアクセサリーは恋のカブト虫スパイ    | カブトン（声：丸山詠二）                                                                           | 上原正三 | 佐伯孚治 |
| 第10話 | 7月19日        | 炎地獄にへび女の涙を見た                | へび女（声および素体：鹿沼えり）                                                                   | 上原正三 | 佐伯孚治 |
| 第11話 | 7月26日        | モンスター教授のウルトラ毒殺            | 深海王（声：依田英助）                                                                             | 高久進   | 竹本弘一 |
| 第12話 | 8月2日         | 華麗なる殺人マシーンへの変身            | （マシーンベム登場せず）                                                                           | 上原正三 | 竹本弘一 |
| 第13話 | 8月9日         | ドクロ団対悪魔の霊柩車                  | 暴走獣（声：飯塚昭三／素体：倉地雄平）                                                             | 高久進   | 平山公夫 |
| 第14話 | 8月16日        | 父に捧げよ 戦えぬ勇者の歌を             | コウモリ男（声：飯塚昭三／人間態：谷岡弘規）                                                       | 上原正三 | 平山公夫 |
| 第15話 | 8月23日        | ぼくたちの命の約束                      | キラー一角獣（声：飯塚昭三）                                                                       | 高久進   | 竹本弘一 |
| 第16話 | 8月30日        | 名犬よ 父のもとへ走れ                   | ムカデ鉄人（声：飯塚昭三）                                                                         | 上原正三 | 竹本弘一 |
| 第17話 | 9月6日         | プロレスラー サムソンの涙               | 岩石男サムソン （声：飯塚昭三／素体：丹古母鬼馬二）                                                | 高久進   | 佐伯孚治 |
| 第18話 | 9月13日        | 母の胸に甦る少年                        | 食虫植物（声：飯塚昭三）                                                                           | 押川国秋 | 佐伯孚治 |
| 第19話 | 9月20日        | まぼろしの少年 地図にない村             | カメンガー（声：飯塚昭三）                                                                         | 上原正三 | 竹本弘一 |
| 第20話 | 9月27日        | 謎が謎を呼ぶ私の出生の秘密              | 原始人（声：飯塚昭三）                                                                             | 曽田博久 | 竹本弘一 |
| 第21話 | 10月4日        | 大空に散る父の愛                        | タンクバッファロー（声：飯塚昭三）                                                                 | 高久進   | 竹本弘一 |
| 第22話 | 10月11日       | 暗い運命に泣け 父と子                   | ドクロ怪人（声：岡田道郎） 白衣怪人（声優無し／人間態：竹内靖）                                    | 高久進   | 佐伯孚治 |
| 第23話 | 10月18日       | 家なき子たちに愛の学園を                | 魔女猿（声：京田尚子）                                                                             | 曽田博久 | 佐伯孚治 |
| 第24話 | 10月25日       | ゴキブリ少年大戦争                      | ゴキブリコンビナート（声：青森伸）                                                                 | 高久進   | 田中秀夫 |
| 第25話 | 11月1日        | 秘宝と犬と複成人間                      | ガニ魔（声：青森伸）                                                                               | 松下幹夫 | 田中秀夫 |
| 第26話 | 11月8日        | 絶対ピンチのにせものヒーロー            | 噴火獣（声：飯塚昭三）                                                                             | 押川国秋 | 竹本弘一 |
| 第27話 | 11月15日       | さらば戦友 愛しのセパード               | （マシーンベム登場せず）                                                                           | 高久進   | 竹本弘一 |
| 第28話 | 11月22日       | 駅前横町の少年探偵団                    | マグニナマズ（声：飯塚昭三）                                                                       | 松下幹夫 | 小林義明 |
| 第29話 | 11月29日       | 急げGP-7 時間よ止まれ                   | 爆弾オオカミ（声：飯塚昭三）                                                                       | 上原正三 | 小林義明 |
| 第30話 | 12月6日        | ガンバレ美人おまわりさん                | アンコウパト（声：飯塚昭三／人間態：益田哲夫）                                                     | 曽田博久 | 佐伯孚治 |
| 第31話 | 12月13日       | 明日なき子連れ刑事                      | キノコンガー（声：飯塚昭三）                                                                       | 上原正三 | 竹本弘一 |
| 第32話 | 12月20日       | 甘くささやく妖女                        | 電気ミミズ（声：飯塚昭三）                                                                         | 松下幹夫 | 佐伯孚治 |
| 第33話 | 12月27日       | 男の子をイビる野性の凄い少女            | 火焔ギツネ（声：飯塚昭三）                                                                         | 高久進   | 竹本弘一 |
| 第34話 | 1979年 1月10日 | びっくりカメラ殺人事件                  | スクラップマン（声：飯塚昭三）                                                                     | 曽田博久 | 竹本弘一 |
| 第35話 | 1月17日        | 秘境アマゾンから来たミイラ美女          | タイガーポンプ（声：飯塚昭三）                                                                     | 高久進   | 小林義明 |
| 第36話 | 1月31日        | たまねぎ鉄仮面と少年探偵団              | 鉄面ミラクル（声：飯塚昭三） ドクターミラクル（演：ミッチー・ラブ） ミラクルゴリラ（声：飯塚昭三） | 上原正三 | 小林義明 |
| 第37話 | 2月7日         | 地獄からの密使 えん魔大王               | えん魔大王（声：飯塚昭三） 再生マシーンベム軍団                                                    | 高久進   | 佐伯孚治 |
| 第38話 | 2月14日        | ブリキの一番星と少年探偵団              | ムシバワニ→イレバワニ（声：飯塚昭三）                                                              | 曽田博久 | 佐伯孚治 |
| 第39話 | 2月21日        | 格闘技世界一大会                        | 大力士ファイター（演：原田力） 大鳥人ファイター（演：小池三四郎）                                  | 上原正三 | 小林義明 |
| 第40話 | 3月7日         | さらばゼロ戦の謎                        | 空爆エイ                                                                                           | 松下幹夫 | 小林義明 |
| 第41話 | 3月14日        | 輝け熱血の勇者                          | ビッグモンスター（演：安藤三男）                                                                   | 上原正三 | 小林義明 |

- 第21話 - 第33話は放送時間を2分短縮
- 1979年1月24日は第15話の再放送
- 1979年2月28日は第16話の再放送

## その他のメディア

### 劇場版
- 劇場版「スパイダーマン」（1978年7月22日公開東映まんがまつり）
  - 登場マシーンベム：海魔王（声：飯塚昭三）
  - 脚本：高久進
  - 監督：竹本弘一

### コミカライズ
- テレビマガジン 1978年8月号 - 1979年 津原義明
- テレビランド 1978年6月号 - 1979年3月号 斉藤栄一
- 冒険王 1978年6月号、7月号付録、8月号、9月号付録 - 1979年4月号付録 すがやみつる
- たのしい幼稚園 1978年11月号 森藤よしひろ

## その後の商品化・ネット配信など
映像ソフトの発売は1980年代末期にビデオソフトが1巻（第1話・31話・劇場版を収録）のみ発売された以降は長い間行われず、サウンドトラック・アルバムもCD化の際にジャケットが差し替えられた。公式の出版物でも、1995年発行の「超人画報」（竹書房）を最後に長らくスパイダーマンの写真は掲載されなくなった。
2004年にDVD-BOXの発売が発表されたが、「諸般の事情」により一時無期延期状態になった。最終的に2005年12月9日に発売され、それに合わせた雑誌の特集記事でもスパイダーマンの写真が使用された。ただし、東映はDVD-BOXの発売を「最初で最後」と公言しており、これ以降は本作品の映像を収録したソフトは発売されていない。
2006年8月にはバンダイから超合金魂GX-33「レオパルドン&スパイダーマン」が発売され、ソフビ魂「スパイダーマン」、ポピニカ「スパイダーマシンGP-7」が同梱されている。
2009年3月からはマーベル公式サイトで無料配信が開始された。日本語音声に英語字幕を付加する形で配信され、毎週木曜日に新作エピソードが追加されている（現在は中止）。
掲載誌だった「テレビマガジン」の2011年11・12月号ふろくの「テレマガ40周年記念DVD」にスパイダーマンが仮面ライダーV3とともにメインを貼った1978年12月号の表紙がそのまま紹介された。
BANDAI SPIRITSとバンダイは2020年5月より、超合金魂 GX-33R「レオパルドン&マーベラー召喚セット」、S.H.Figuarts「スパイダーマン（『スパイダーマン』東映 TV シリーズ）」、スーパーミニプラ「スパイダーマン レオパルドン」、アパレル商品などを順次発売することを発表した。発売は、 超合金魂とS.H.FiguartsがBANDAI SPIRITS、それ以外の製品はバンダイがそれぞれ担当する。
2020年11月20日、アメリカのDisney+（定額制動画配信サービス）のドキュメンタリー番組『マーベル616』において、「ジャパニーズ・スパイダーマン」のタイトルで、主演の香山浩介の新規インタビュー映像を含む東映版スパイダーマンの特集が配信された。日本では同特集が「日本版スパイダーマン」のタイトルで同月27日に配信された。2023年6月、Disney＋は赤字削減のため、『マーベル616』を含む100作品以上の配信を終了。そのため、現在は視聴できない。
2021年5月15日、フジテレビ『超逆境クイズバトル!!99人の壁』のMARVELクイズにて、「この人が演じたMARVELヒーローは誰？」という問題で現在の香山浩介の顔写真と共に当時の映像が放送された。

## その他
- 主演の藤堂新二は、第1話で初めてスパイダーマンに変身するシーンをはじめ数回スーツアクターを兼任している。また、レオパルドンのコクピット内のスパイダーマンはすべて藤堂が扮している[66]。
- アマゾネスの衣装は、当初予定されていた26回の放送予定が延長となり、「変更しよう」という意見が出たことから変更された。しかし、演じた賀川雪絵はじめスタッフからも不評のため、初期の衣装に戻された[67]。
- 第2話での列車脱線事故現場の映像は、同年2月28日に起きた営団地下鉄東西線列車横転事故の事故映像が流用されている。

## 関連作品
バトルフィーバーJ
上記のように、本作品の後にマーベル・コミックとの提携で作られた作品。「等身大ヒーローが巨大ロボットを操縦する」という設定も継承され、以降のスーパー戦隊シリーズに欠かせない要素となった。また、スタッフの多くは本作品から引き続き参加しており、本作品に出演した俳優たちもゲスト出演している。逆に本作品にゲスト出演した谷岡弘規などもレギュラー出演しており、その一人である倉知成満（倉地雄平）は、オーディションではなく直接オファーされたことから、吉川が本作品の出演者から選んだのではないかと推測している。
スパイダーバース
2014年から2015年にかけてマーベルコミックスで展開された、パラレルワールドのスパイダーマンたちを抹殺する敵との戦いを描いた物語。本作品のスパイダーマンもスパイダーアーミーに参加したほか、レオパルドンも登場し、コズミックパワーを得たソーラスから友軍を逃すために奮闘する。ソードビッカーを警戒したソーラスによってコズミックパワーと引き換えに破壊されるが、レディスパイダーとスパイダーマン2099によって修復・強化され、最終決戦に参戦して勝利した。また、日本の漫画作品『スパイダーマンJ』のスパイダーマンとも共演している。なお、マーベルのマルチバース（多元宇宙）では、本作品の舞台はアース-51778と設定されている。
ゲームウォーズ
様々なフィクション作品が登場するクロスオーバー小説。主人公の搭乗ロボットとしてレオパルドンが登場する。同作品の映画版『レディ・プレイヤー1』には登場しない。

## 放送局

### 本放送
- 同時ネット局
  - なし
- 遅れネット局
  - 北海道文化放送：金曜日17時00分 - 17時30分[72]
  - 東北放送：土曜日16時30分 - 17時00分
  - 秋田テレビ：月曜日17時00分 - 17時30分[73]
  - 新潟放送：水曜日17時00分 - 17時30分[74]
  - 信越放送：月曜日17時00分 - 17時30分 (1978年5月29日～1979年3月12日[75])
  - 北陸放送：月曜日17時00分 - 17時30分[74]
  - 静岡放送：木曜日17時30分 - 18時00分
  - 中部日本放送：木曜日17時25分 - 17時55分
  - 関西テレビ放送：土曜日8時30分 - 9時00分[注釈 42]
  - 山陽放送：金曜日17時30分 - 18時00分
  - 中国放送：金曜日17時15分 - 18時00分 [注釈 43]
  - テレビ西日本：土曜日18時00分 - 18時30分
  - 瀬戸内海放送

※このほか、独立UHF局（KBS京都、群馬テレビ（1997年頃））でも再放送されたことがある。1980年代は15分のアニメ「スパイダーマン」も混じっていたため、本作と勘違いすることが多い。